# Mittelstraße 21 (Neckargartach)

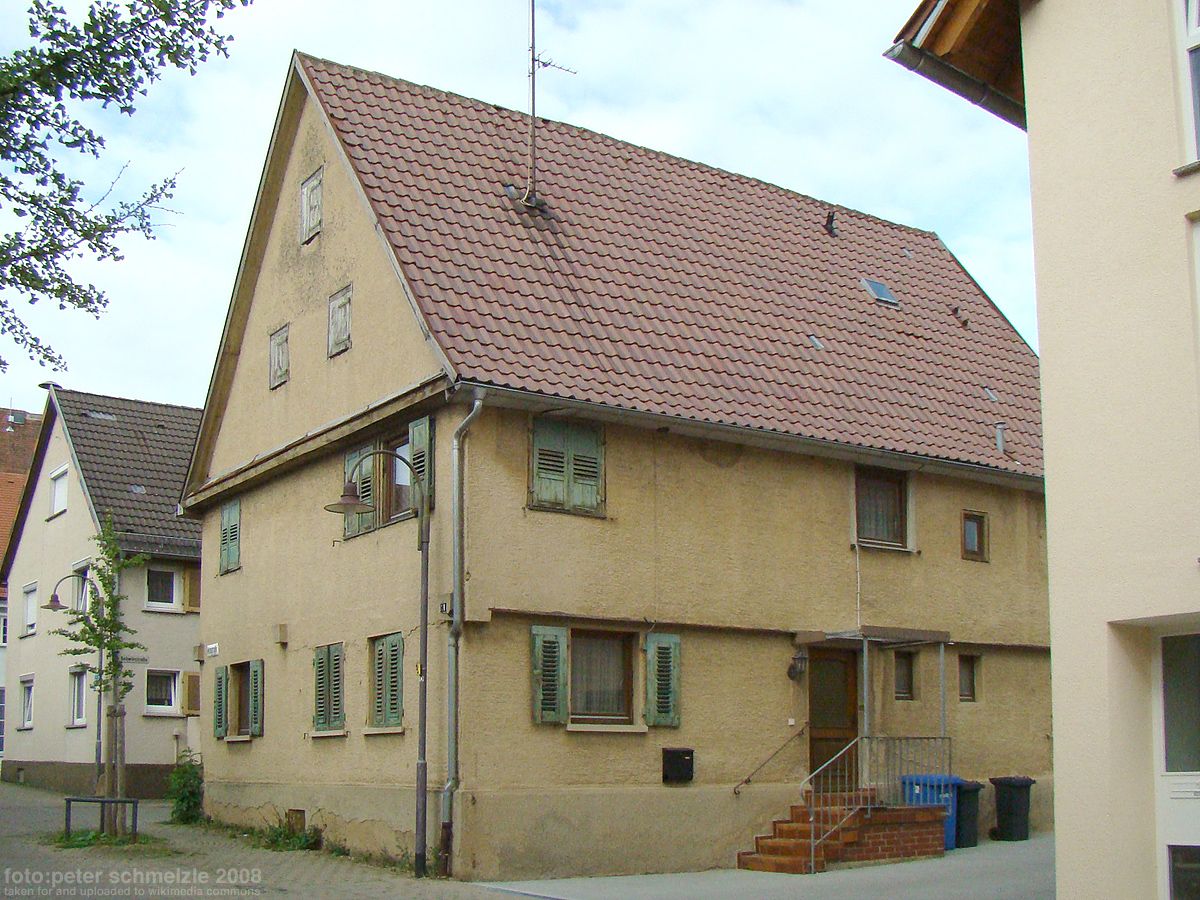
Wohnhaus Mittelstraße 21 in Heilbronn-Neckargartach

Das Wohnhaus Mittelstraße 21 im Heilbronner Stadtteil Neckargartach ist ein denkmalgeschützter Profanbau.
Das Haus wurde als zweigeschossiges Fachwerkhaus Ende des 17. Jahrhunderts, nach dem Dorfbrand von 1675 erbaut.
Unter besonderem Schutz als Kulturdenkmal stehen die Verkragung des Obergeschosses auf der traufständigen Seite des Gebäudes sowie die Reste des ursprünglichen Putzes in den Ausfachungen.